# Al cuore dell'Impero
Al cuore dell'Impero. Napoleone e le sue donne fra sentimento e potere è un saggio storico-biografico, pubblicato da Alessandra Necci nel 2020. Il lavoro tratta della vita dell'Imperatore Napoleone I, narrata attraverso le biografie delle donne che gli furono accanto nella vita.

## Storia editoriale
Nel 2021 il libro ha vinto il Premio letterario Giovanni Comisso, nella sezione dedicata alle biografie; per la saggistica ha conquistato il Premio Internazionale di Letteratura Città di Como ed è stato finalista al Premio Viareggio 2021.

## Struttura e contenuto del libro
Nella parte introduttiva, Napoleone, prigioniero sull'isola di Sant'Elena, parla a se stesso rievocando i giorni lontani, ma soprattutto gli affetti che ha lasciato. Egli si paragona a Ulisse, naufrago a Itaca, nel vuoto di un presente sterile che lo porterà a morte certa.
Seguono sette biografie, ciascuna dedicata a una delle donne che hanno fatto parte della sua vita: madre, sorelle, mogli e altre persone amate. Il libro si conclude nuovamente a Sant'Elena, con il racconto dei giorni trascorsi in compagnia di pochi vicini e di una ragazzina inglese, Betsy Balcombe, che, con i suoi giochi e scherzi, gli fece sentire un po' del calore familiare, a lui da sempre tanto caro e indispensabile.

## Le biografie
1. Maria Letizia Ramolino: madre dell'Imperatore, che chiamava familiarmente Nabulio, designata con il titolo di Madame Mère; godette sempre del più alto prestigio presso tutti i figli. Nata nel 1749, morì nel 1836, sopravvivendo di molti anni al figlio, nonché all'unico figlio legittimo di Napoleone, Napoleone II, detto L'Aiglon.
2. Elisa Baciocchi: chiamata in famiglia Maria Anna, mutò il proprio nome in Elisa. È la prima sorella di Napoleone ad aver raggiunto l'età adulta. Nata nel 1777, morì nel 1820, avendo perduto tutti i figli maschi in tenera età. Le sopravvisse solo la figlia Elisa Napoleona Baciocchi.
3. Paolina Bonaparte: seconda sorella minore di Napoleone, da lui prediletta. Chiamata Maria Paola, scelse il più raffinato Paolina e sposò dapprima Charles Victoire Emmanuel Leclerc, generale, quindi Camillo II Borghese, principe romano. Ebbe un solo figlio, nato dal primo matrimonio e morto in tenera età. Nata nel 1780, morì nel 1825, dello stesso male del fratello.
4. Carolina Bonaparte: terza sorella minore di Napoleone, chiamata in famiglia Maria Annunziata. Mossa da grandi ambizioni, fu la sposa di Gioacchino Murat, con il quale ebbe quattro figli e condivise sogni di gloria, errori e tradimenti verso il fratello. Nata nel 1782, morì nel 1839; i suoi figli emigrarono in America.
5. Giuseppina di Beauharnais: la prima moglie di Napoleone, alla quale egli rimase molto legato anche dopo il divorzio, stabilendo tra l'altro che lei mantenesse il titolo di Imperatrice dei francesi. Madre di Eugenio di Beauharnais (1781-1824) e di Ortensia di Beauharnais ((1783-1837), entrambi amati dall'imperiale patrigno: Eugenio fu adottato ed ebbe molti titoli; Ortensia fu data in sposa a Luigi Bonaparte (fratello minore di Napoleone) e fu la madre di un altro imperatore francese: Napoleone III. Giuseppina nacque nel 1763 e morì nel 1814, del tutto inaspettatamente.
6. Maria Walewska, nata Maria Łączyńska: fu amata da Napoleone, che da lei ebbe il suo primo figlio riconosciuto, Alexandre Colonna Walewski, nel 1810.[5] Maria nacque in Polonia nel 1786 e sposò giovanissima il conte Colonna Waleski, della miglior nobiltà polacca. Raggiunse Napoleone all'Isola d'Elba, portandogli il figlio, e avrebbe desiderato seguirlo anche a Sant'Elena: morì nel 1817, per le conseguenze di un altro parto e Napoleone non seppe mai della sua scomparsa.
7. Maria Luisa d'Asburgo-Lorena: seconda moglie di Napoleone, sposata dopo il divorzio da Giuseppina Beauharnais. Madre dell'unico figlio legittimo dell'imperatore, Napoleone II, detto L'Aiglon. Nata nel 1791, morì nel 1847, dopo aver contratto in successione altri due matrimoni e dopo la morte del primogenito (1832). Divenuta duchessa di Parma, mutò il proprio nome in Maria Luigia.

## Edizioni
- Alessandra Necci, Al cuore dell'impero. Napoleone e le sue donne fra sentimento e potere, Collana Gli specchi, Venezia, Marsilio, 2020, ISBN 978-88-297-0802-4; Collana UEF, Milano, Feltrinelli, 2022, ISBN 978-88-297-1294-6.